# Provanna abyssalis
Provanna abyssalis is een slakkensoort uit de familie van de Provannidae. De wetenschappelijke naam van de soort is voor het eerst geldig gepubliceerd in 2002 door Okutani & Fujikura.